# اندیس شیخاب
شیخاب یک اندیس غیرفلزی است که در حوالی شهر جام استان سمنان قرار دارد و مادهٔ معدنی موجود در آن، باریت است.سنگ میزبان این اندیس سنگهای ولکانیکی است و دیرینگی آن به دوران ائوسن می‌رسد. 